# فنر

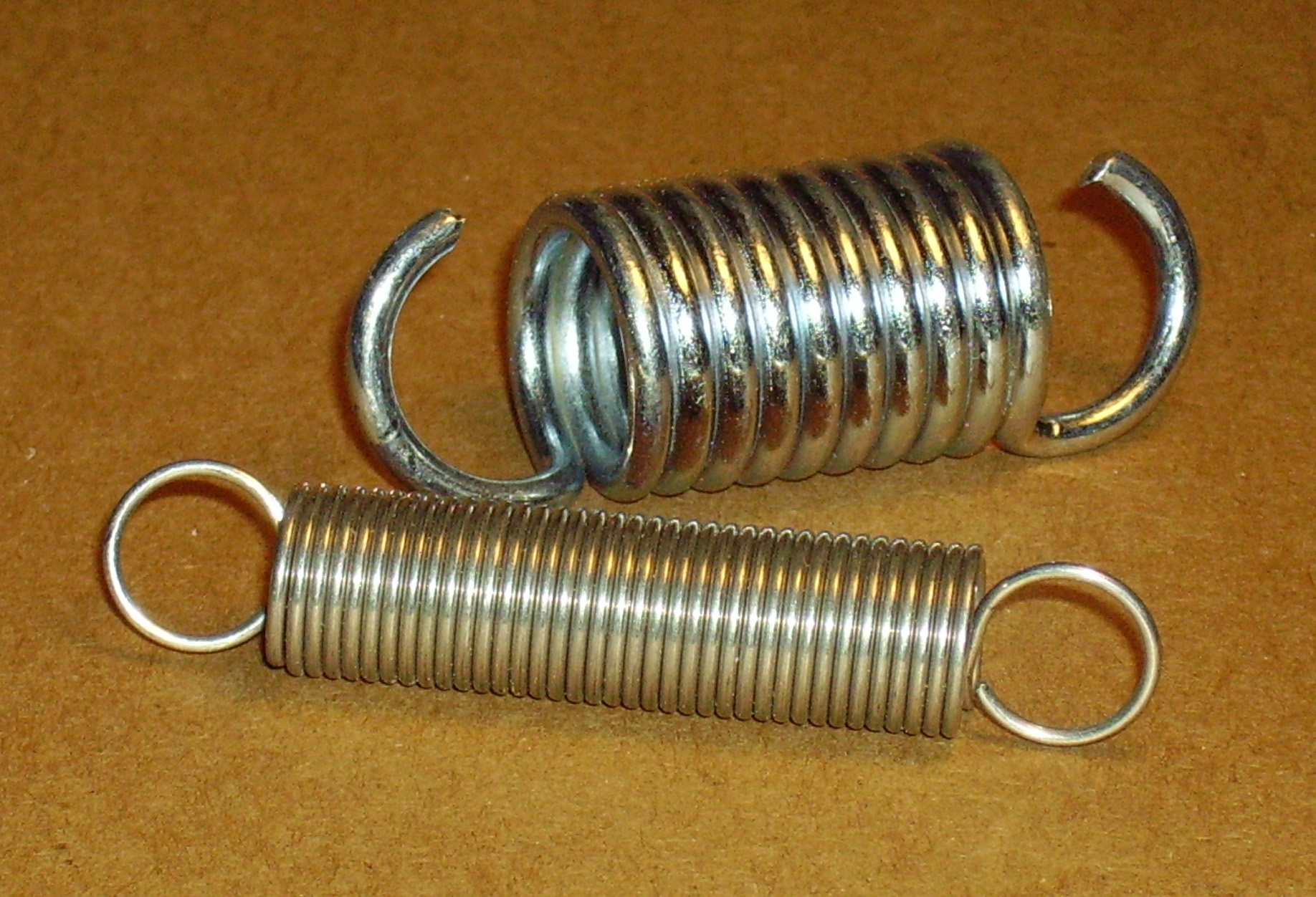
فنر

فَنَر در یک تعریف  کلی هر جسمی که دارای خاصیت ارتجاعی یا کشسان باشد فنر نامیده می‌شود. یعنی اگر جسمی چه در فاز جامد یا مایع و یا گاز پس از بارگذاری تغییر شکل دهد و پس از برداشتن بار به حالت اولیه بازگردد فنر نام دارد؛ بنابراین هر فنر دارای سه کمیت فیزیکی شامل نیرو یا بار وارده بر آن F، مقدار تغییر شکل x، و سختی فنر k (که خاصیت ارتجاعی فنر را نشان می‌دهد) می‌باشد.سختی فنر به جنس ماده تشکیل دهنده فنر بستگی دارد.

## انواع فنر بر اساس حالت ماده
- فنرهای مکانیکی
- فنرهای هوایی یا پنوماتیک
- فنرهای روغنی یا هیدرولیک

## انواع فنر بر اساس مقدار تغییر شکل
- فنرهای خطی (F=k.x)
- فنرهای سخت شونده (به انگلیسی:Progressive): فنری که با افزایش نیرو مقدار تغییر شکل آن کاهش می‌یابد.
- فنرهای نرم شونده (به انگلیسی: Degressive): فنری که با افزایش نیرو مقدار تغییر شکل آن به صورت غیر خطی افزایش می‌یابد.

## کاربرد
برای جذب یا ذخیره انرژی پتانسیل بکار می‌رود. انرژی پس از برداشتن نیرو به صورت نوسانی میرا می‌شود.
کسی که بتواند با استفاده از دستگاه و ابزارهای مورد نیاز فنرهای مختلف با اندازه‌های مختلف را تولید کند «فنرپیچ مکانیکی» نام دارد.

## انواع فنرهای مکانیکی
- فنر تخت ساده
- فنر برگی ذوزنقه‌ای (فنر تخت ذوزنقه‌ای)
- فنر برگی پارابولیک (فنر تخت پارابولیک)
- فنر نانولوله‌ای
- فنر لاستیکی
- فنر مارپیچ مخروطی
- فنر تسمه ای
- فنر مفتولی
- فنر حلزونی
- فنر مارپیچ پیچشی
- فنر مارپیچ فشاری
- فنر مارپیچ کششی
- فنر صفحه‌ای فشاری
- فنرلول